# Papanikolis (1926)
Papanikolis (Y-2) (gr.: Παπανικολής) – grecki okręt podwodny z okresu międzywojennego i II wojny światowej, druga zamówiona jednostka typu Katsonis. Okręt został zwodowany 19 listopada 1926 roku we francuskiej stoczni Ateliers et Chantiers de la Loire w Nantes, a do służby w Marynarce Grecji wszedł w grudniu 1927 roku. „Papanikolis” uczestniczył w wojnie grecko-włoskiej z lat 1940–41, a po inwazji Niemiec na Grecję w 1941 roku operował u boku Royal Navy na Morzu Śródziemnym. Okręt został skreślony z listy floty w 1945 roku. Kiosk jednostki został zachowany w Muzeum Morskim w Pireusie.

## Projekt i budowa
Jednostka została zamówiona przez rząd Grecji w 1925 roku. Projekt okrętu był dziełem inż. Maxime’a Laubeufa; zbliżony był do francuskiego typu Circé, od którego różnił się powiększonym kioskiem.
„Papanikolis” zbudowany został w stoczni Ateliers et Chantiers de la Loire w Nantes. Stępkę okrętu położono w 1925 roku, został zwodowany 19 listopada 1926 roku, a do służby w Polemiko Naftiko przyjęto go 29 grudnia 1927 roku. Jednostka otrzymała nazwę na cześć XIX-wiecznego greckiego bohatera narodowego – Dimitriosa Papanikolisa oraz numer burtowy Y-2.

## Dane taktyczno–techniczne
„Papanikolis” był średniej wielkości okrętem podwodnym o konstrukcji dwukadłubowej. Długość całkowita wynosiła 62,4 metra, szerokość 5,3 metra i zanurzenie 3,4 metra (maksymalne 3,6 metra). Wyporność w położeniu nawodnym wynosiła 576 ton, a w zanurzeniu 755 ton. Okręt napędzany był na powierzchni przez dwa dwusuwowe silniki wysokoprężne Schneider-Carels o łącznej mocy 1300 koni mechanicznych (KM). Napęd podwodny zapewniały dwa silniki elektryczne o łącznej mocy 1000 KM. Dwuśrubowy układ napędowy pozwalał osiągnąć prędkość 14 węzłów na powierzchni i 9,5 węzła w zanurzeniu. Zasięg wynosił 3500 Mm przy prędkości 10 węzłów w położeniu nawodnym oraz 100 Mm przy prędkości 5 węzłów pod wodą. Dopuszczalna głębokość zanurzenia wynosiła 80 m.
Okręt wyposażony był w sześć wyrzutni torped kalibru 550 mm: dwie wewnętrzne i dwie zewnętrzne na dziobie oraz dwie zewnętrzne na rufie, z łącznym zapasem 7 torped. Uzbrojenie artyleryjskie stanowiło działo pokładowe Schneider kal. 100 mm L/40, umieszczone na obrotowej platformie na przedzie kiosku, z zapasem amunicji wynoszącym 100 naboi. W latach 30. jednostka otrzymała działko plot. kal. 40 mm Mark VIII L/39.
Załoga okrętu składała się z 39 oficerów, podoficerów i marynarzy.

## Służba
Podczas inwazji Włoch na Grecję, 29 listopada 1940 roku „Papanikolis” nieopodal Durazzo bez powodzenia zaatakował duży włoski parowiec „Chisone” (6168 BRT). 22 grudnia 1940 roku okręt, pod dowództwem kmdr. ppor. Miltona Aatridesa (Iatridisa), nieopodal Brindisi (na pozycji 40°40′N 18°40′E/40,666667 18,666667) staranował i zatopił niewielki włoski żaglowiec „Antonietta” (70 BRT), a także uszkodził ogniem artyleryjskim włoski parowiec „San Giorgio” (364 BRT). Dwa dni później nieopodal wyspy Sazan, na pozycji 40°34′N 19°02′E/40,566667 19,033333 jednostka zatopiła za pomocą torped włoski statek handlowy „Firenze” (3952 BRT). Po upadku Grecji w 1941 roku „Papanikolis” (wraz z okrętami podwodnymi „Katsonis”, „Glafkos”, „Nirefs” i „Triton”) uciekł do Aleksandrii, którą osiągnął 25 kwietnia. Okręt operował u boku Royal Navy w składzie 1. Flotylli Okrętów Podwodnych, stacjonując w Aleksandrii. 28 stycznia 1941 roku „Papanikolis” wykonał bezskuteczny atak na duży zbiornikowiec na wysokości Brindisi. 6 czerwca 1942 roku okręt wyszedł z Aleksandrii na patrol po Morzu Egejskim, podczas którego zatopił siedem greckich kutrów rybackich (powrót do bazy nastąpił 20 czerwca). 30 listopada o godzinie 16:35 na pozycji 36°15′N 27°44′E/36,250000 27,733333 okręt zatopił nieznany statek o szacowanej pojemności 6000 BRT. W dniach 17–18 stycznia 1943 roku „Papanikolis” (pod dowództwem por. mar. Roussena) zatopił na Morzu Egejskim dwa greckie kutry rybackie, a w dniach 16–18 marca kolejne trzy. 8 maja na północ od Krety załoga jednostki zatopiła dwa włoskie żaglowce: „Vavara” i „Maria”.
Po zakończeniu działań wojennych, w 1945 roku okręt został skreślony z listy floty. Kiosk jednostki został zachowany w Muzeum Morskim w Pireusie.